# Шејди Дејл (Џорџија)
Шејди Дејл (Џорџија) (енгл. Shady Dale) град је у америчкој савезној држави Џорџија. По попису становништва из 2010. у њему је живело 249 становника.

## Демографија
Према попису становништва из 2010. у граду је живело 249 становника, што је 7 (2,9%) становника више него 2000. године.
| Група             | 2000.       | 2010.       |
| Белци             | 158 (65,3%) | 144 (57,8%) |
| Афроамериканци    | 68 (28,1%)  | 32 (12,9%)  |
| Азијати           | 0 (0,0%)    | 0 (0,0%)    |
| Хиспаноамериканци | 16 (6,6%)   | 69 (27,7%)  |
| Укупно            | 242         | 249         |